# 恵中瞳
恵中 瞳（えなか ひとみ、1988年10月16日 - )は、日本で活動している地下アイドル。

## 概要
持ち曲は100曲以上、JOYSOUNDでは約90曲が配信されている。『R-1グランプリ』に出場経験があり、坂本冬美の歌マネで2回ほど出場するも共に一回戦敗退だった。
弟の就職を機に共に上京。原宿でスカウトされ、2013年ごろから靴のモデルとして芸能活動をスタートさせた。所属は竹内フィルムメーカーズからEastern Glory Records、その後に社長である南雲一範にスカウトされ、株式会社南雲堂に移籍した。2015年に南雲堂から『男はありゃりゃ』でCDデビューする。
2015年10月25日放送の『サンデー・ジャポン』内で、「100円ショップ「ダイソー」 マニキュアから発がん性物質」についてゴスロリアイドル・ELIZABETHと共に街頭インタビューを受けたVTRが放映され、ネット上で話題となる。ELIZABETHとは「みるく♪ぽっけ」や「恐竜図鑑」というユニットを組んだことがある。
2016年7月12日放送のフジテレビ『だから、アイドル。TOKYO不思議の街の住人たち』でも「みるく♪ぽっけ」としてELIZABETHと共に出演した。
2020年、松鶴家千とせプロデュースで「逢って下さい」をリリースし演歌歌手としてのデビューを果たす。2022年にはユニット「千とせ＆ひとみん」を組み、「CH列車で行こう！」と「キャンユーアンダースタンド？」をリリースした。
2021年7月15日に放送された『アウト×デラックス』に出演。フィリピンで楽曲『センチメンタルバースデー』が、11月2日現在のiTunesのJ-Pop部門音楽チャート1位を記録したという内容だった。
2022年、カンパーニュ楓とユニット「ミリオンキッス」を組み、1stアルバム『黄色いスクーターに乗って』をリリース。2024年には2ndアルバム『ミリオンドリームズ』をリリースした。シングル『ホテル・オンザコーナー』はiTunes Store ボサノヴァ トップソング 日本1位(2024年6月27日）、iTunes Store  ブラジル トップソング  日本1位(2024年6月27日)にランキングした。
2025年3月13日、ミリオンキッスを題材とした映画「ミリオンキッス物語」(監督りんご)の制作を発表。2025年8月公開予定。

## 出演

### 現在のレギュラー
- 恵中瞳と南雲一範の『マイ ラッキーチャーム』(八王子エフエム) - 毎週水曜 23:30〜23:55 ※木曜17:30〜再放送[13]
- 恵中瞳 南雲一範『流星ラジオ』(鳥越アズーリFM) - 第1・3週水曜 19:00〜20:00[14]